# Passage du Caire
Le passage du Caire est un passage couvert parisien situé dans le 2e arrondissement, entre la place du Caire à l'ouest, la rue du Caire au sud, la rue Saint-Denis à l'est et la rue d'Alexandrie au nord.
C'est une voie privée ouverte à circulation piétonne publique du lundi au samedi (hors jours fériés), de 8h à 20h, par convention signée avec la Ville de Paris en 2014.

## Description, situation et accès
Le passage du Caire est situé au cœur du Sentier, quartier qui doit son nom à la rue du Sentier supposément créée au XVIIe siècle sur un sentier menant aux remparts de l’enceinte de Charles V.
Il est le plus ancien et aussi le plus long passage couvert parisien encore existant et montre une impressionnante verrière de 370 m de long rénovée en 2014, avec une subvention partielle de la Ville de Paris.
Après avoir accueilli historiquement des activités artisanales, puis liées à l’imprimerie, le passage a été en grande partie dédié au commerce réservé aux professionnels dans la deuxième partie du XXe siècle, principalement en matière de prêt-à-porter, mais aussi d’équipement pour commerces de textile ou autre (étiqueteuse, bureautique, portants, mannequins, sacs, etc). Une banque et quelques restaurants de mi-journée y ont aussi pris place.
Aujourd’hui, certains commerces de cette époque sont encore présents, mais le passage du Caire vit actuellement une nouvelle reconversion comme l’ensemble du Sentier, lié au départ progressif du commerce textile pour le CIFA d'Aubervilliers, le plus gros centre de vente en gros d’Europe.
La Mairie de Paris ayant anticipé cette diversification d’activité du Sentier au début des années 2000 (mandature Bertrand Delanoë) et ayant participé à la création d’un pôle d’activité lié aux nouvelles technologies baptisé « Silicon Sentier », le Sentier, et le passage du Caire, voient actuellement une installation importante de bureaux et commerces de services.

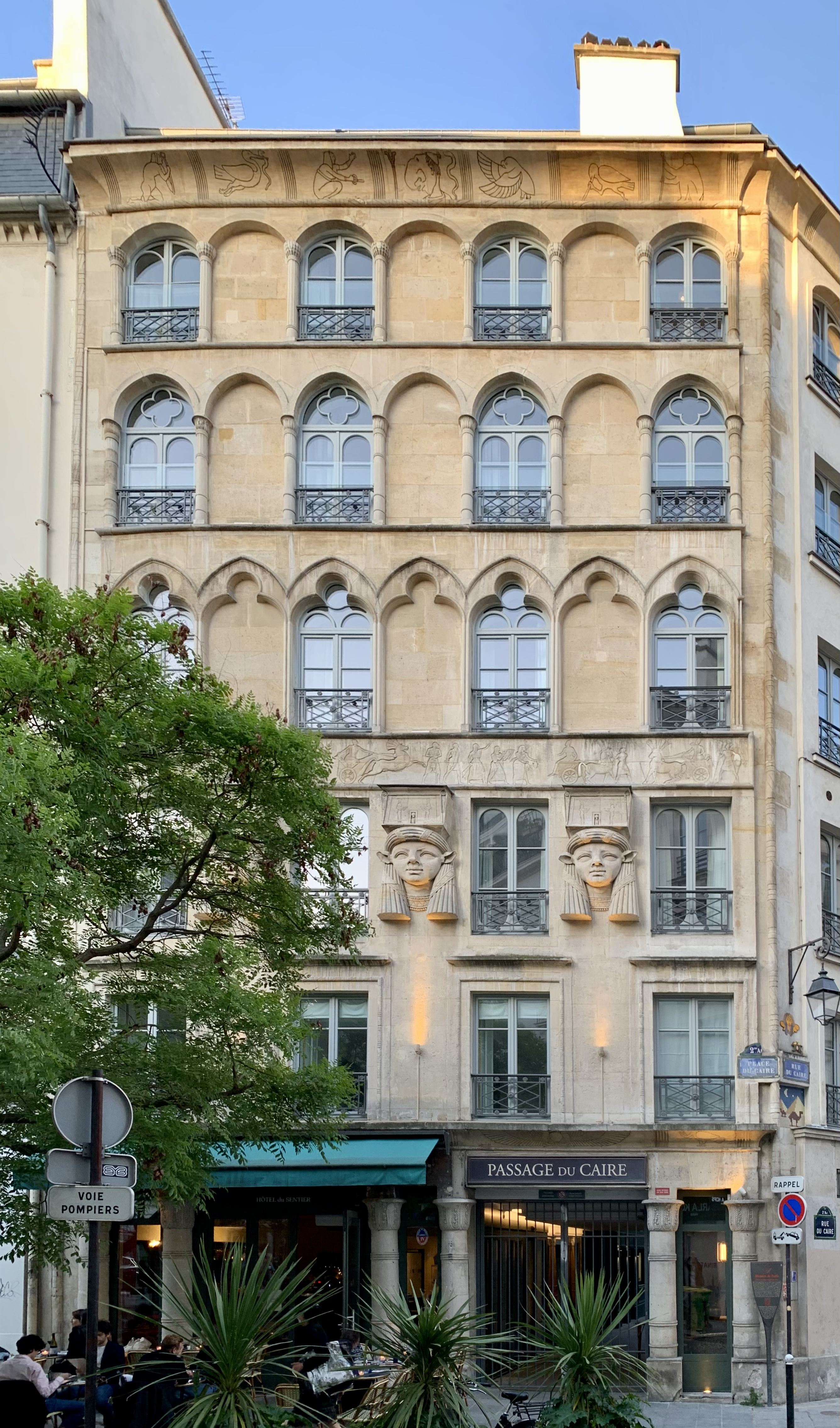
Façade « retour d'Égypte » sur la place du Caire.
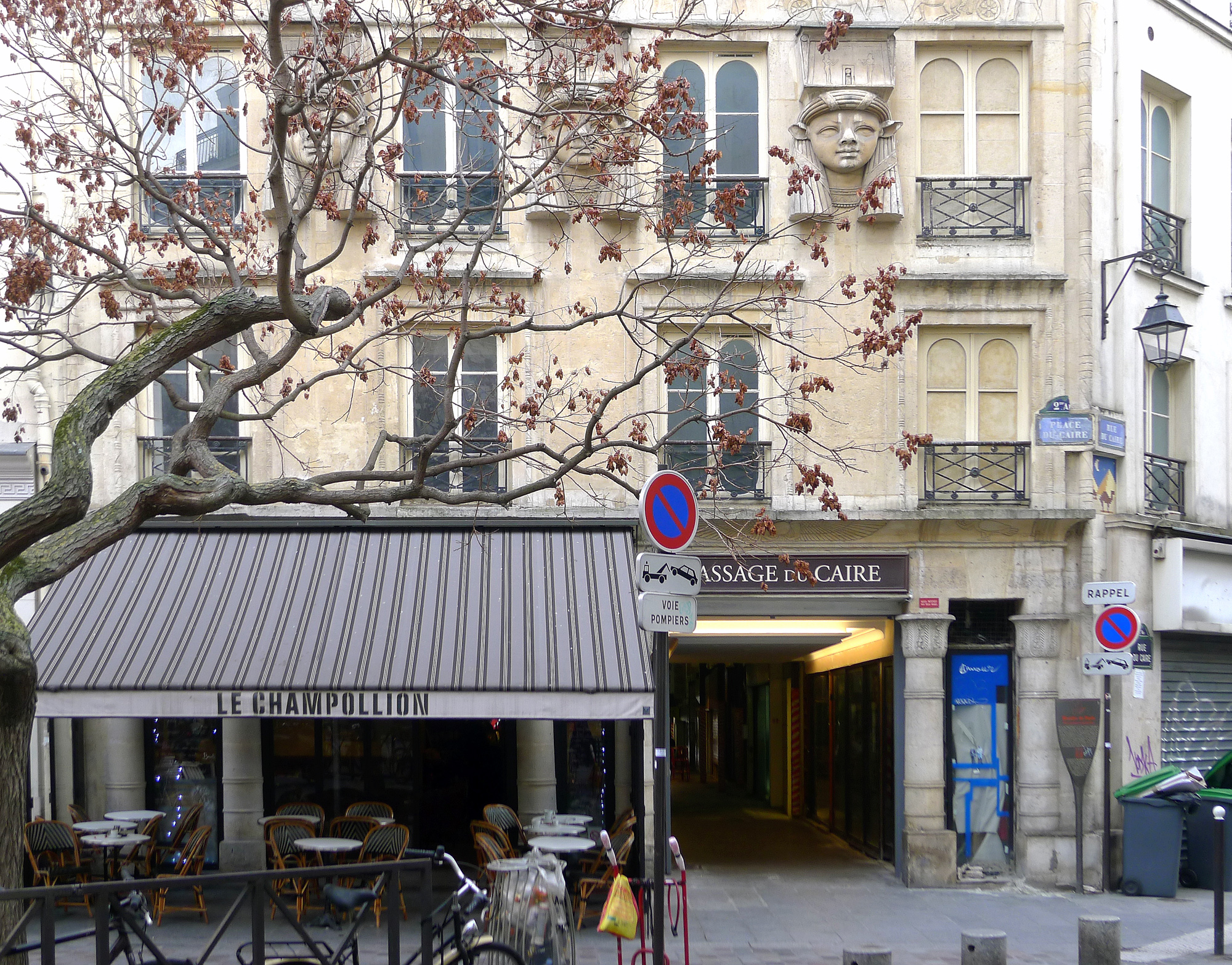
Entrée place du Caire.
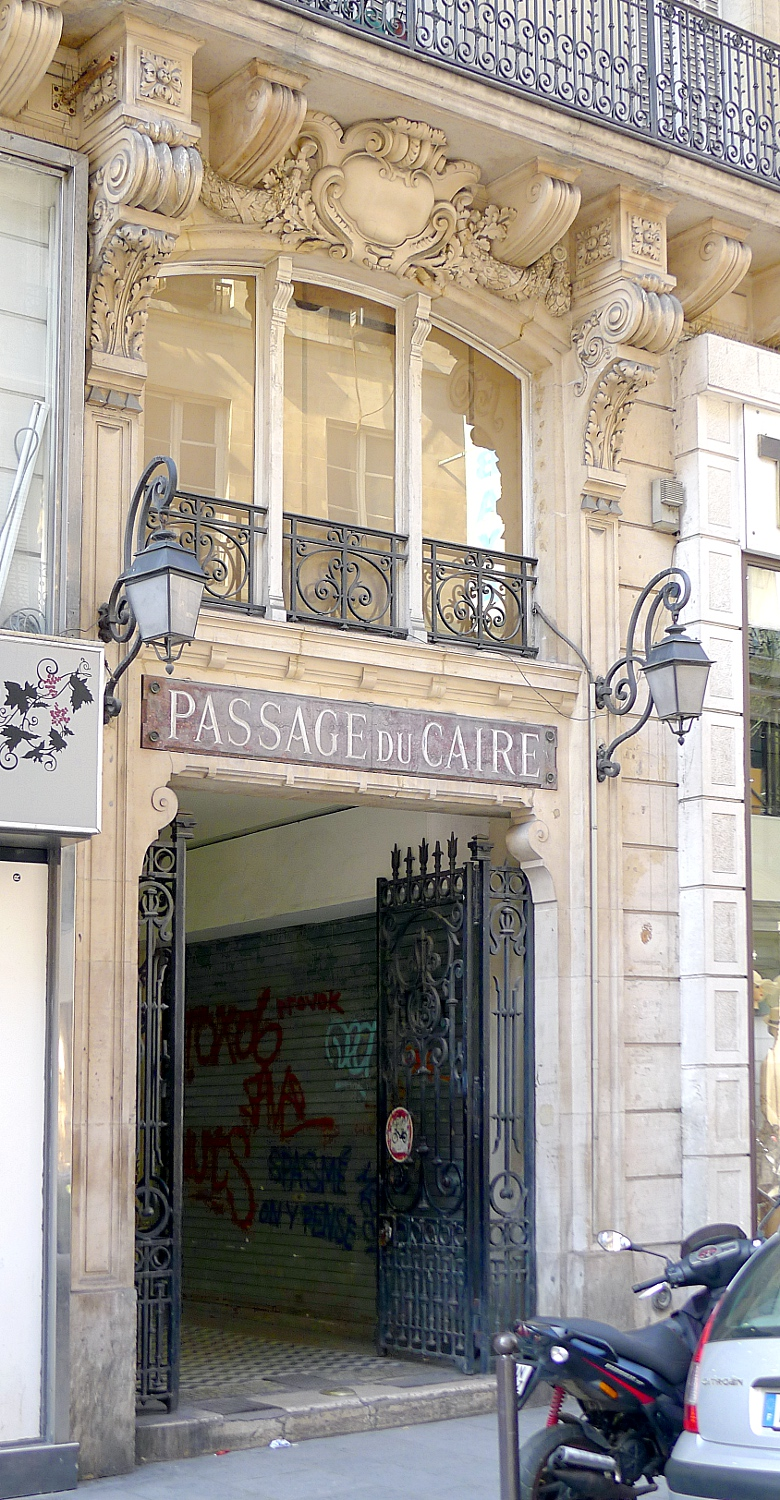
Entrée du passage, rue Saint-Denis.

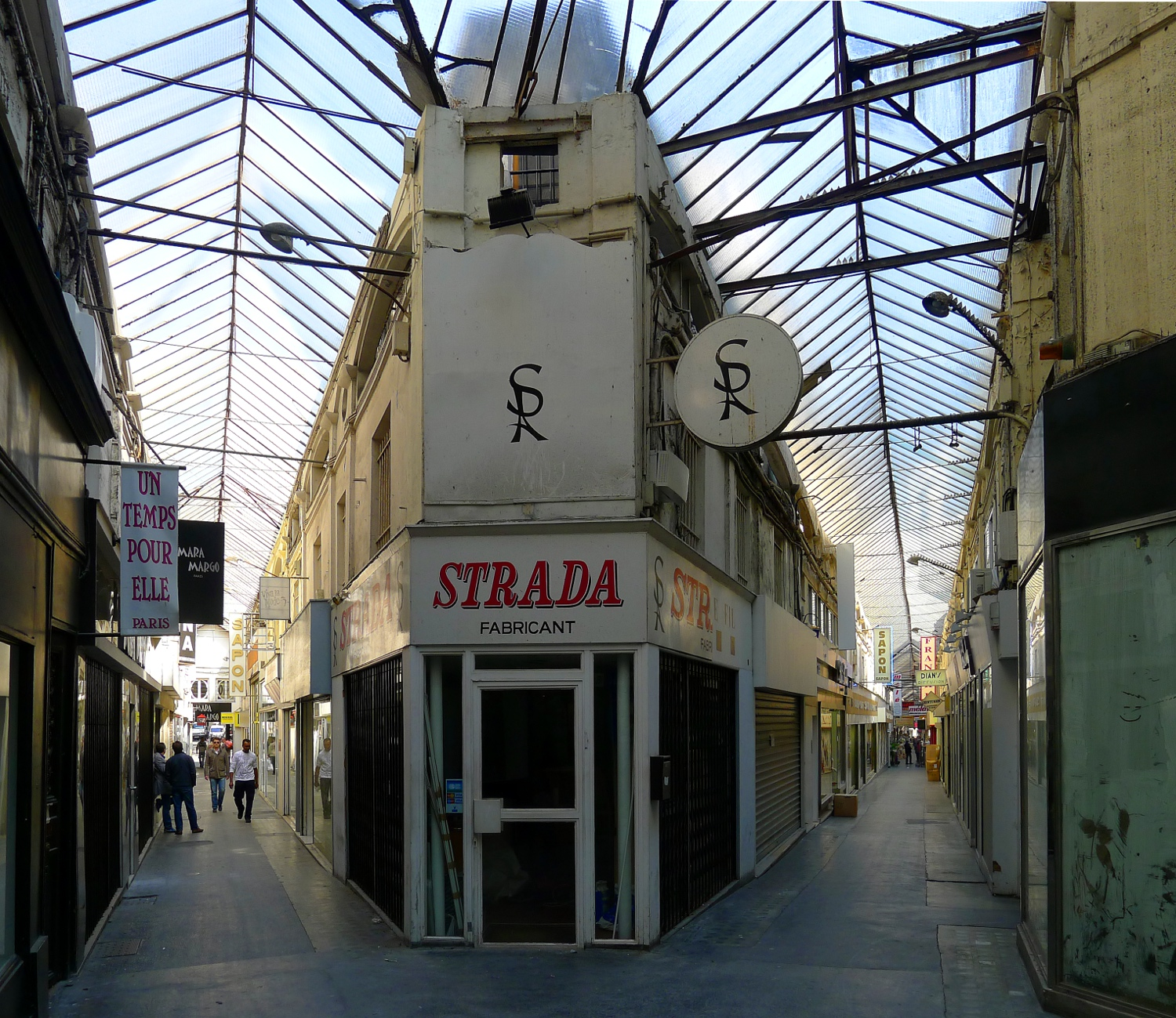
Début du passage, côté place du Caire, avec ses multiples galeries.
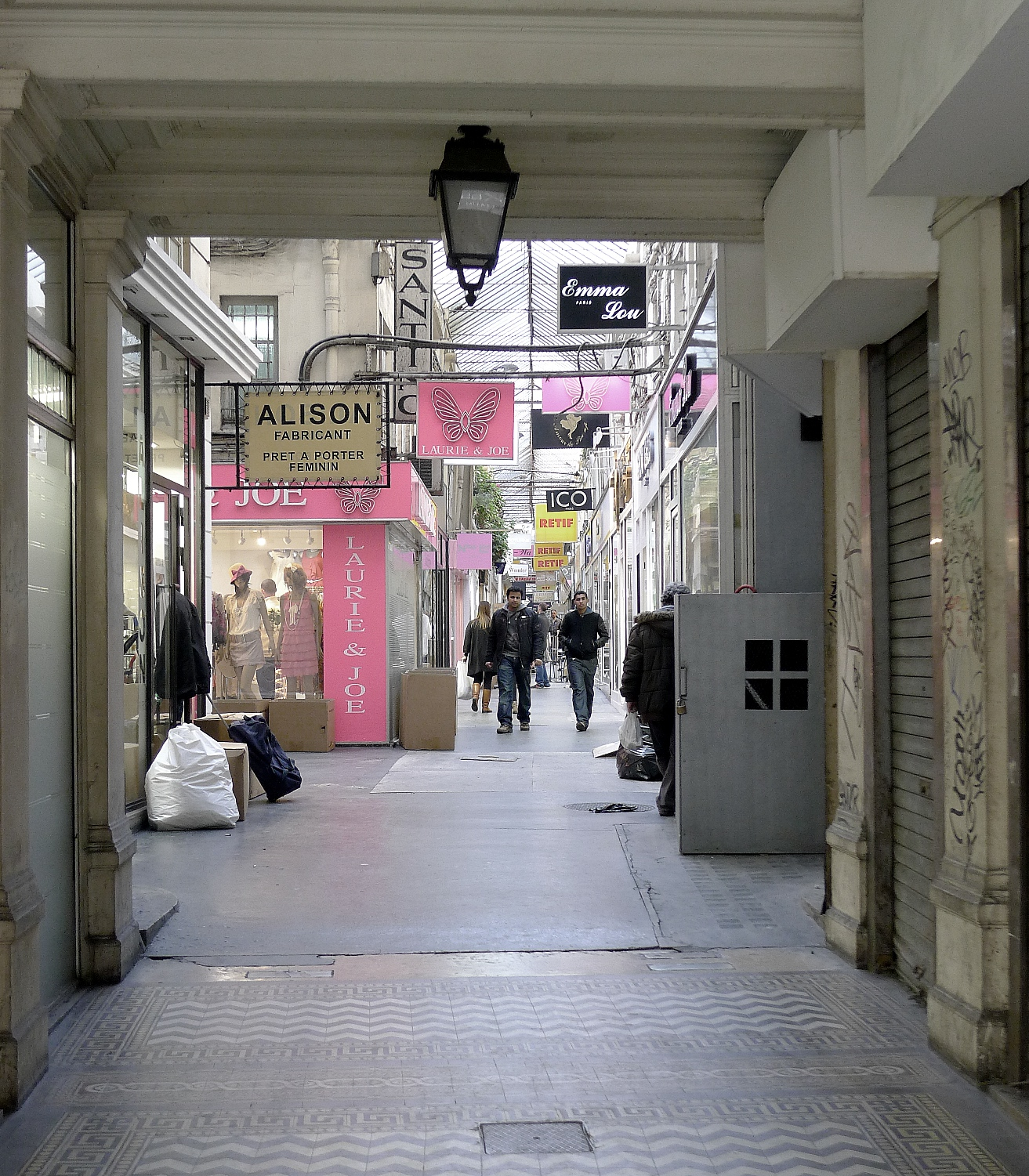
Début du passage, côté rue Saint-Denis.
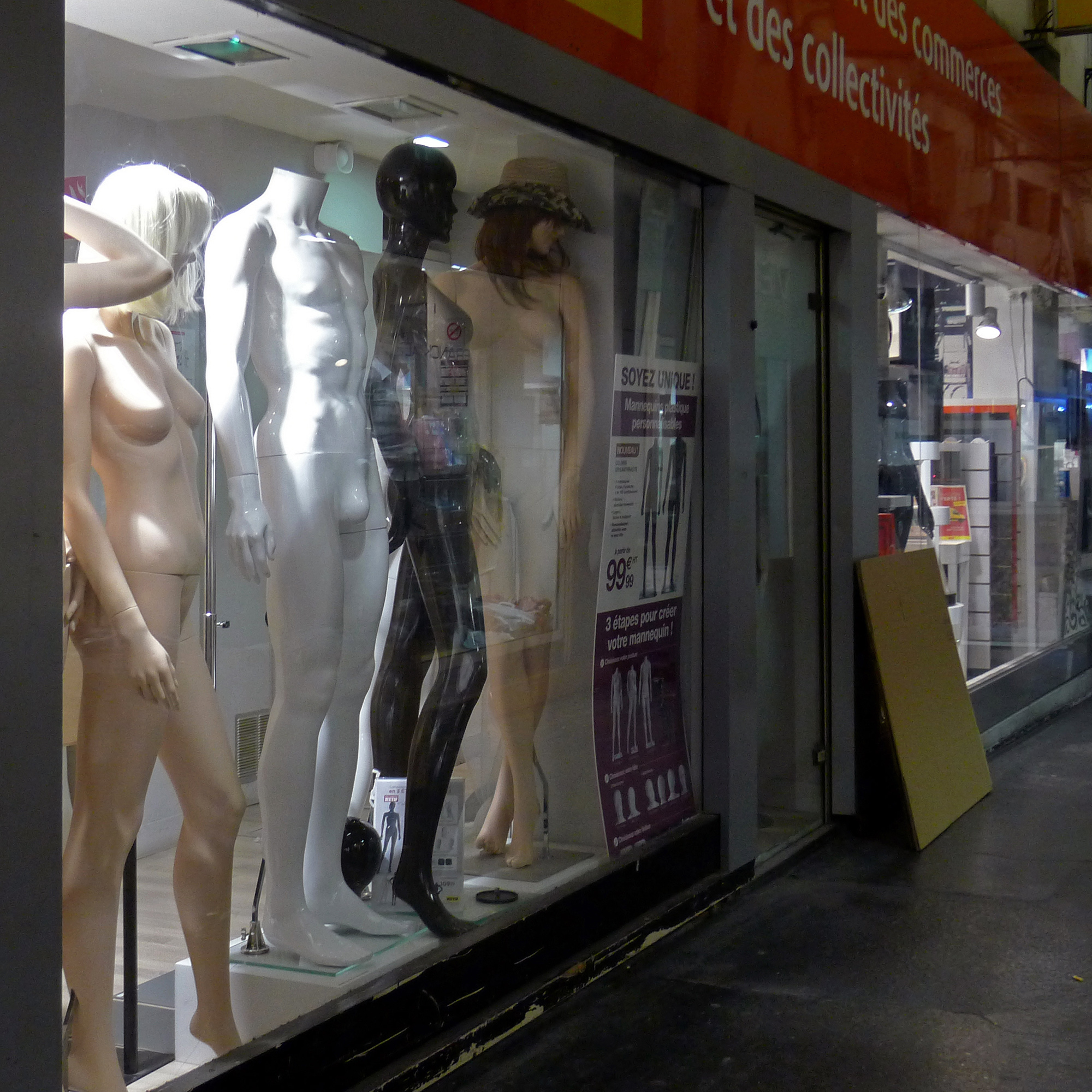
Boutique.
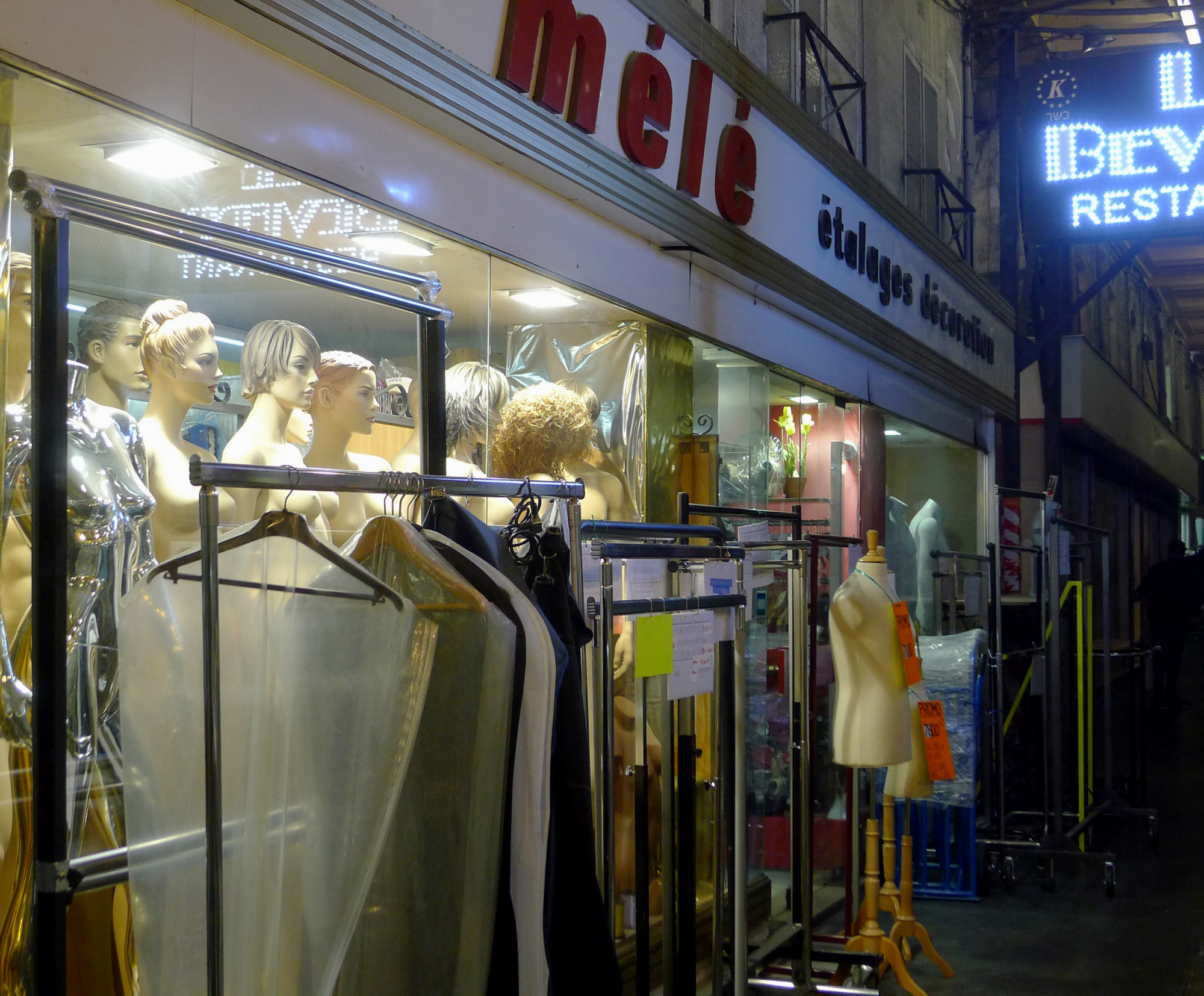
Autre boutique.

## Origine du nom
Le nom du Caire lui fut donné en mémoire de l'entrée victorieuse des troupes françaises au Caire, le 23 juillet 1798.

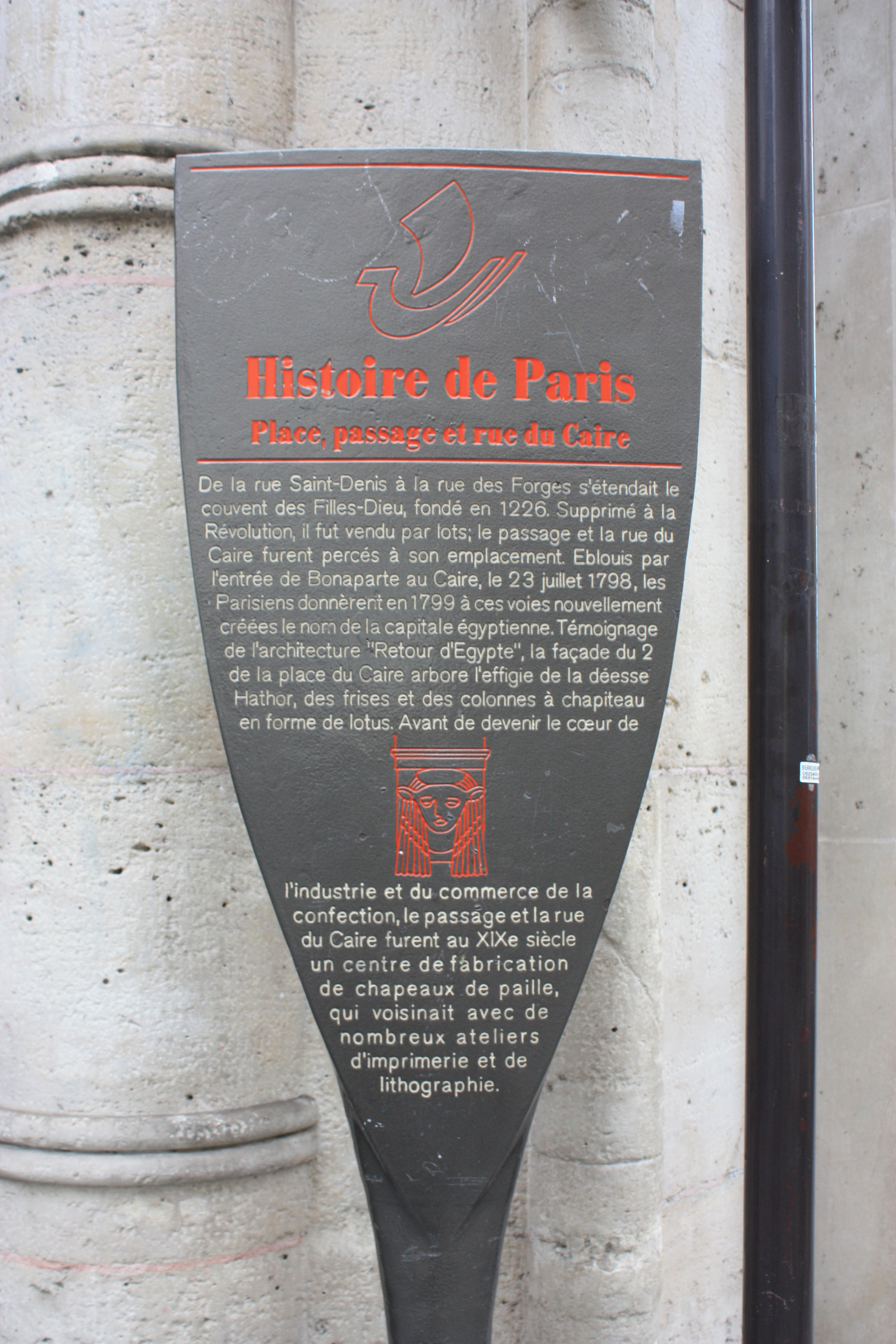
Panneau Histoire de Paris

## Historique
Aucune archive n’est conservée sur le projet et la conception du passage. Le maître d’œuvre n’est pas connu. Le nom de l’architecte Philippe-Laurent Pétrel est souvent évoqué. Pourtant, la réalisation marque une étape importante dans l’histoire de l’urbanisme parisien. Au lieu de construire un lotissement classique sur le vaste terrain devenu disponible (voir infra), le concepteur a imaginé un emboîtement d’immeubles et de boutiques entraînant un processus de densification. Le prototype, imité rapidement par les passages couverts, permet de désenclaver les terrains et délaisse les formes habituelles d’occupation périphérique, le long des voies.
Le passage fut ouvert fin 1798 lors de la campagne de Napoléon en Égypte. L’engouement pour l’Égypte qui suivit explique son nom d'influence orientale, ainsi que la décoration de sa façade sur la place du Caire, ornée de trois effigies de la déesse Hathor, reconnaissable à ses oreilles de vache. Il fut un premier temps nommé « passage de la Foire du Caire ».
Ce passage fut édifié à l’emplacement des bâtiments et du jardin du couvent des Filles-Dieu, rue Saint-Denis, à proximité de la cour des Miracles. À la création des galeries, ce furent même les pierres tombales des religieuses du couvent qui constituèrent une partie du dallage des galeries qui sont au nombre de trois : la galerie Saint-Denis, la galerie Sainte-Foy et la galerie du Caire. La superposition des plans anciens ainsi que quelques vestiges retrouvés en rez-de-chaussée et en sous-sol permettent de supposer que la galerie Saint-Denis est axée sur la nef de l'ancienne église du couvent, dont l'entrée se situait rue Saint-Denis, alors que le cloître et le jardins du couvent s'étendaient sur l'actuelle rue du Caire, jusqu'à la place du Caire.
Initialement occupé par des artisans, dont semble-t-il des tapissiers, la principale industrie du passage dès les années 1840 était l’imprimerie et la lithographie, situation qui s'accentua sous le Second Empire et contribua à le faire déserter par les flâneurs. Ces activités furent ensuite remplacées par le commerce professionnel de prêt-à-porter et d'équipement pour commerces, activités qui font elles-mêmes aujourd'hui l'objet d'une diversification.

## Bâtiments remarquables et lieux de mémoire

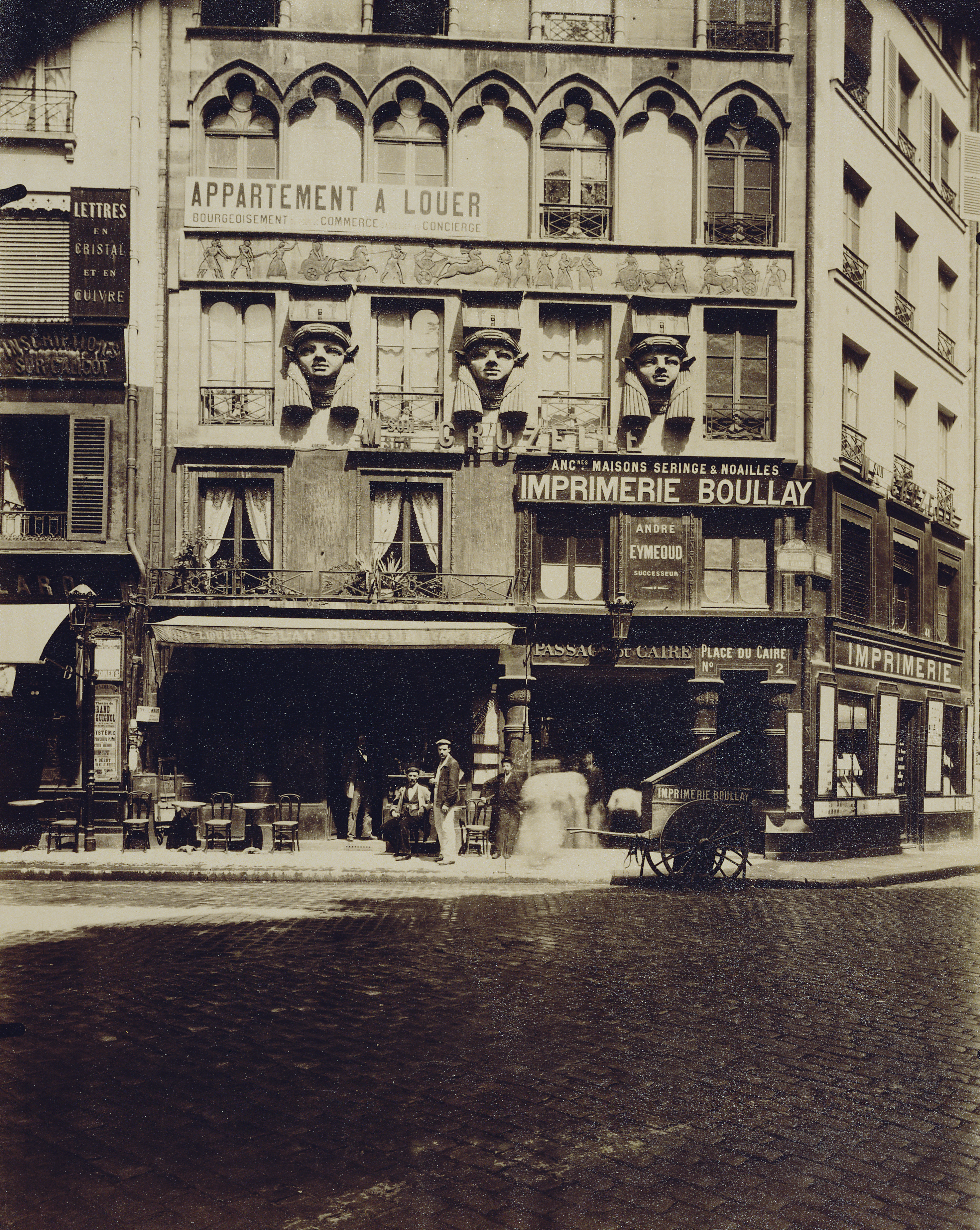
Passage du Caire et café, place du Caire en 1903 (Eugène Atget).

Léo Malet, dans son cycle Les Enquêtes de Nestor Burma et les Nouveaux Mystères de Paris, et plus précisément dans le volume consacré au 2e arrondissement (Des kilomètres de linceuls), évoque le passage du Caire. Son héros Nestor Burma, après un rendez-vous manqué vers trois heures du matin dans un café ouvert toute la nuit place du Caire, pénètre dans le passage et y trébuche sur le cadavre d’Esther Lévyberg :

« J'ignore pourquoi je m'aventurai dans le passage. Peut-être parce que la grille bâillait, alors qu'elle eût dû être fermée. […] je butai sur la chose, tassée dans l'angle d'une galerie, semblable à un paquet de chiffons. Ce n'étaient pas des chiffons. C'était, aussi, une sorte de mannequin. Pas rose. Mais pas plus vivant. »

## Pour approfondir